# 黃金經驗值
《黃金經驗值》是自2019年開始連載於成為小說家吧，2021年12月2日也連載於KAKUYOMU的輕小說系列。小說單行本由KADOKAWA BOOKS和台灣角川代理發行。本作於2023年舉辦的第七回“KAKUYOMU網路小說大賽”角色文藝部門中獲得特別獎。

## 故事簡介
由于VR技術已經發展成熟，主人公「蕾亞」在正統奇幻類 MMORPG《Boot hour, shoot curse》的封測階段中成為測試員之一，並利用測試員得到的各種遊戲情報尋找遊戲中不為人知的隱藏技能。在蕾亞獲得隱藏技能「使役」後，無論是野怪亦或是副本頭目等級的怪物，都將成為蕾亞的眷屬。而成為眷屬的角色所獲得的經驗值，將經驗值集中在自己身上的超強技能並強化自己和下屬，打造自己專屬的最強軍團，甚至最終被判為世界的「特定災害生物」。

## 登場人物
角色譯名皆以台灣角川出版的繁體中文版為準。

### 主要人物
蕾亞
本作主人公，遊戲《Boot hour, shoot curse》中為精靈族，後使用賢者之石轉生為魔王族，持有近視與白化症的負面特性。出生於富裕家庭，由於姐姐萊拉在數年前放棄了家族的繼承權而成為下一任當家，認為姐姐拋棄自己。

### 蕾亞眷屬
凱莉
獸人族的首領，第一位被蕾亞偷襲的獸人。為了逃離被同村村民販賣而與同伴們逃離在外五年，以偷竊為生。
《Boot hour, shoot curse》正式開服初期，以「蕾亞」的名義和韋恩組隊並收集情報。
瑪莉詠
芮咪
萊莉
白魔
銀花
史佳爾
女王蜂，負責生產蚁兵兵种和指揮。
後來透過消耗經驗值轉生為災厄種「昆蟲女王」。
迪亞斯
死靈騎士，後通過消耗賢者之石和經驗值轉生為死神、不死者之王。外號「憤怒的迪亞斯」。
原精靈國第一騎士團團長（近衛隊），因被背叛而變成怨靈。
齊格
死靈騎士，後通過消耗賢者之石和經驗值轉生為死神、不死者之王。外號「悲嘆的齊格」。
原精靈國第三騎士團團長（遠征隊），迪亞斯的後輩。
戈斯拉克
原哥布林領導人，被蕾亞“使役”後轉生為哥布林將軍，擔任牧場計畫的負責人。
阿瑪莉耶·澤巴赫
領主艾伯特之女、尊貴人族，受蕾亞命令擔任蕾亞的侍女。蕾亞為了偽裝身分而藉用身體，並通稱其為瑪蕾。

### 玩家
韋恩
蕾亞的宿敵，多次被偽裝成NPC的蕾亞欺騙並被殺害。
《Boot hour, shoot curse》正式開服初期和偽裝成「蕾亞」的凱莉組隊，後來被蕾亞附身的凱莉擊敗。在第二場活動中加入守衛方，並成功擊退蕾亞一次。
萊拉
蕾亞的親生姐姐，遊戲《Boot hour, shoot curse》中為人族，後轉生為尊貴人類，封閉α版的測試玩家。在數年前放棄了家族的繼承權前往外地就讀大學，期望日後成為物理治療師。歐拉爾王國的休傑卡普城的領主，十分痛恨算計和逼自己一度自殺的歐拉爾王室，因此企圖殺死歐拉爾王國的國王。在蕾亞的幫助下完成了復仇。
布朗
遊戲《Boot hour, shoot curse》中為骷髏族，後轉生為吸血鬼。
蕾亞的崇拜者，於第二場活動中加入侵略方。活動結束後成為蕾亞四天王之一。

## 出版書籍

### 輕小說
| 卷數 | KADOKAWA BOOKS | KADOKAWA BOOKS         | 台灣角川       | 台灣角川               |
| 卷數 | 發售日期       | ISBN                   | 發售日期       | ISBN                   |
| ---- | -------------- | ---------------------- | -------------- | ---------------------- |
| 1    | 2023年1月10日  | ISBN 978-4-04074-744-6 | 2023年12月20日 | ISBN 978-626-378-291-4 |
| 2    | 2023年5月10日  | ISBN 978-4-04074-965-5 | 2024年2月26日  | ISBN 978-626-378-604-2 |
| 3    | 2023年10月10日 | ISBN 978-4-04075-153-5 | 2024年7月24日  | ISBN 978-626-400-224-0 |
| 4    | 2024年3月8日   | ISBN 978-4-04075-351-5 | 2025年3月26日  | ISBN 978-626-415-446-8 |
| 5    | 2024年8月9日   | ISBN 978-4-04075-564-9 |                |                        |
| 6    | 2025年2月10日  | ISBN 978-4-040-75756-8 |                |                        |

### 漫畫
| 卷數 | KADOKAWA      | KADOKAWA               |
| 卷數 | 發售日期      | ISBN                   |
| ---- | ------------- | ---------------------- |
| 1    | 2024年4月9日  | ISBN 978-4-04075-403-1 |
| 2    | 2024年10月9日 | ISBN 978-4-040-75638-7 |